# Nirj Deva
Niranjan Joseph "Nirj" De Silva Deva-Aditya (ur. 11 maja 1948 w Kolombo) – brytyjski polityk lankijskiego pochodzenia, były poseł do Izby Gmin, deputowany do Parlamentu Europejskiego V, VI, VII i VIII kadencji.

## Życiorys
Ukończył studia z zakresu inżynierii mechanicznej i aeronautyki na Uniwersytecie w Loughborough, od 1971 do 1973 był pracownikiem naukowym tej uczelni. Zajmował się doradztwem naukowym, w latach 1980–1999 był dyrektorem różnych przedsiębiorstw. Pełni funkcję prezesa zarządu kilku spółek prawa handlowego operujących głównie w Azji.
Zaangażował się w działalność sportową w zakresie łucznictwa, w 1981 został przewodniczącym "Bow Group", dwa lata później redaktorem "Crossbow Magazine". W połowie lat 80. doradzał ministrowi spraw wewnętrznych, stał też na czele komisji ds. deregulacji europejskiego transportu lotniczego. Uzyskiwał członkostwo w różnych instytucjach naukowych i towarzystwach królewskich, w 1985 objął honorową dożywotnią funkcję zastępcy lorda namiestnika Większego Londynu.
Od 1992 do 1997 z ramienia Partii Konserwatywnej sprawował mandat posła do Izby Gmin. Obejmował stanowisko rządowe, był parlamentarnym sekretarzem prywatnym.
W 1999 z listy konserwatystów został wybrany w skład Parlamentu Europejskiego. W 2004 i 2009 skutecznie ubiegał się o reelekcję. W VII kadencji został członkiem nowej grupy pod nazwą Europejscy Konserwatyści i Reformatorzy, a także wiceprzewodniczącym Komisji Rozwoju. W 2014 odnowił mandat eurodeputowanego na czwartą z rzędu kadencję.